# Cyclura lewisi
La iguana azul (Cyclura lewisi) es una especie de iguana caribeña de la familia Iguanidae.
Antes de la colonización de América había muchas iguanas de Gran Caimán (azul)
(endémicas de la isla de Gran Caimán), ahora se encuentra en peligro de extinción.

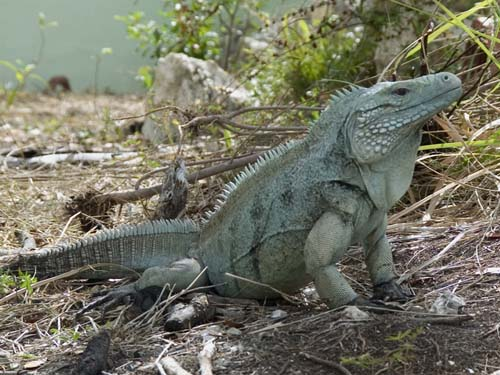
Iguana azul de la Gran Caimán

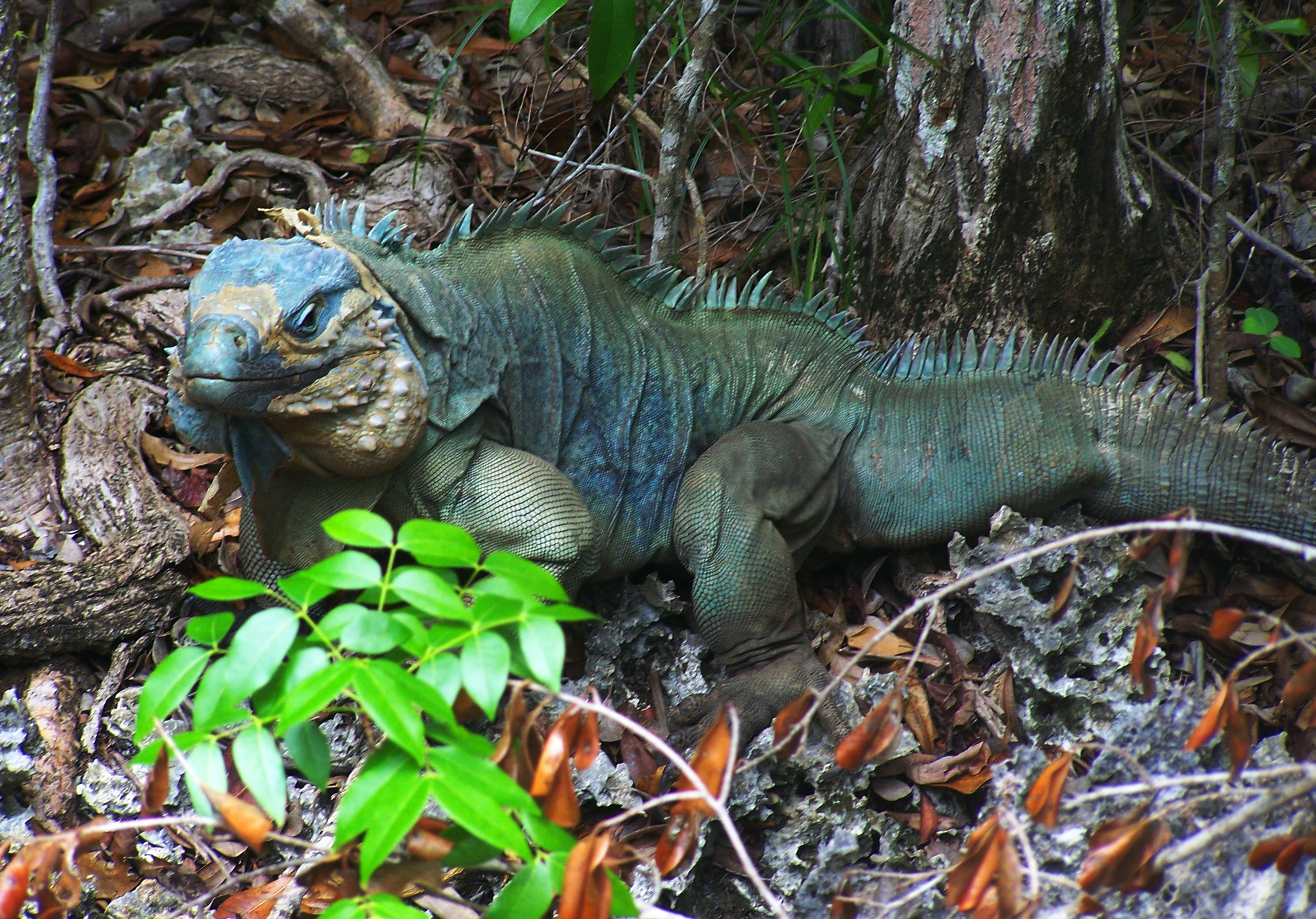
Iguana azul en Queen Elizabeth II Botanic Park, Gran Caiman